# Donald Pettit
Donald Roy Pettit, detto Don (Silverton, 20 aprile 1955), è un astronauta statunitense.
Tra il 2002 e il 2003 ha preso parte alla missione di lunga durata Expedition 6 (partito con la missione Shuttle STS-113 e rientrato con la Sojuz TMA-1) a bordo della Stazione spaziale internazionale. È tornato nello spazio nel 2008 per una missione breve STS-126 e nuovamente nel 2011 per una missione di lunga durata Sojuz TMA-03M (Expedition 30/31). È partito per la sua ultima missione, all'età di 69 anni, l'11 settembre 2024 a bordo della Sojuz MS-26 per la missione Expedition 72. Ha fatto ritorno sulla Terra il 20 aprile 2025, il giorno del suo 70º compleanno.

## Biografia

### Istruzione
Nel 1978 conseguì un bachelor of science in ingegneria chimica presso l'Università statale dell'Oregon e nel 1983 un dottorato in Ingegneria chimica presso l'Università dell'Arizona. 

### Carriera come scienziato
Tra il 1984 e il 1996 lavorò come scienziato presso il Los Alamos National Laboratory, a Los Alamos nel Nuovo Messico. Il suo lavoro si concentrò sugli esperimenti del flusso di fluidi a gravità ridotta e di lavorazione dei materiali a bordo dell'aereo KC-135 della NASA, spettroscopia atmosferica sulle nubi nottilucenti seminate da razzi sonda, campionamento di gas fumarolici vulcanici e problemi nella fisica della detonazione. Era un membro del Synthesis Group, una commissione presidenziale guidata dall'ex astronauta Tom Stafford incaricata di assemblare la tecnologia per tornare sulla Luna ed esplorare Marte (1990) e dello Space Station Freedom Redesign Team (1993).

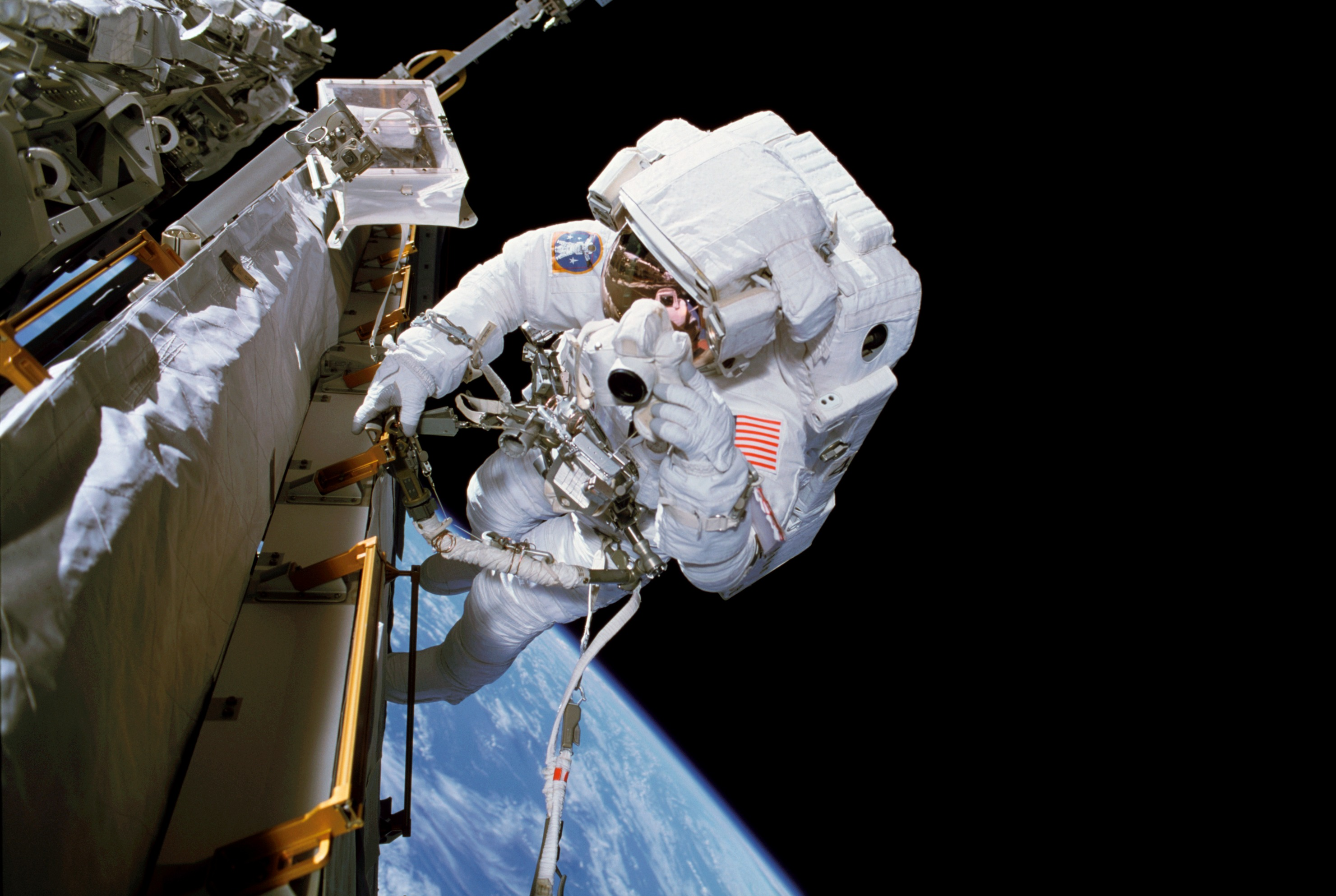
Pettit durante un'EVA con la tuta EMU nel 2003 durante l'Exp 6

### Carriera di astronauta
Nel 1996 venne selezionato come candidato astronauta del Gruppo 16 degli astronauti NASA. Completati i due anni di addestramento di base nell'agosto 1998, divenne assegnabile a future missioni spaziali.

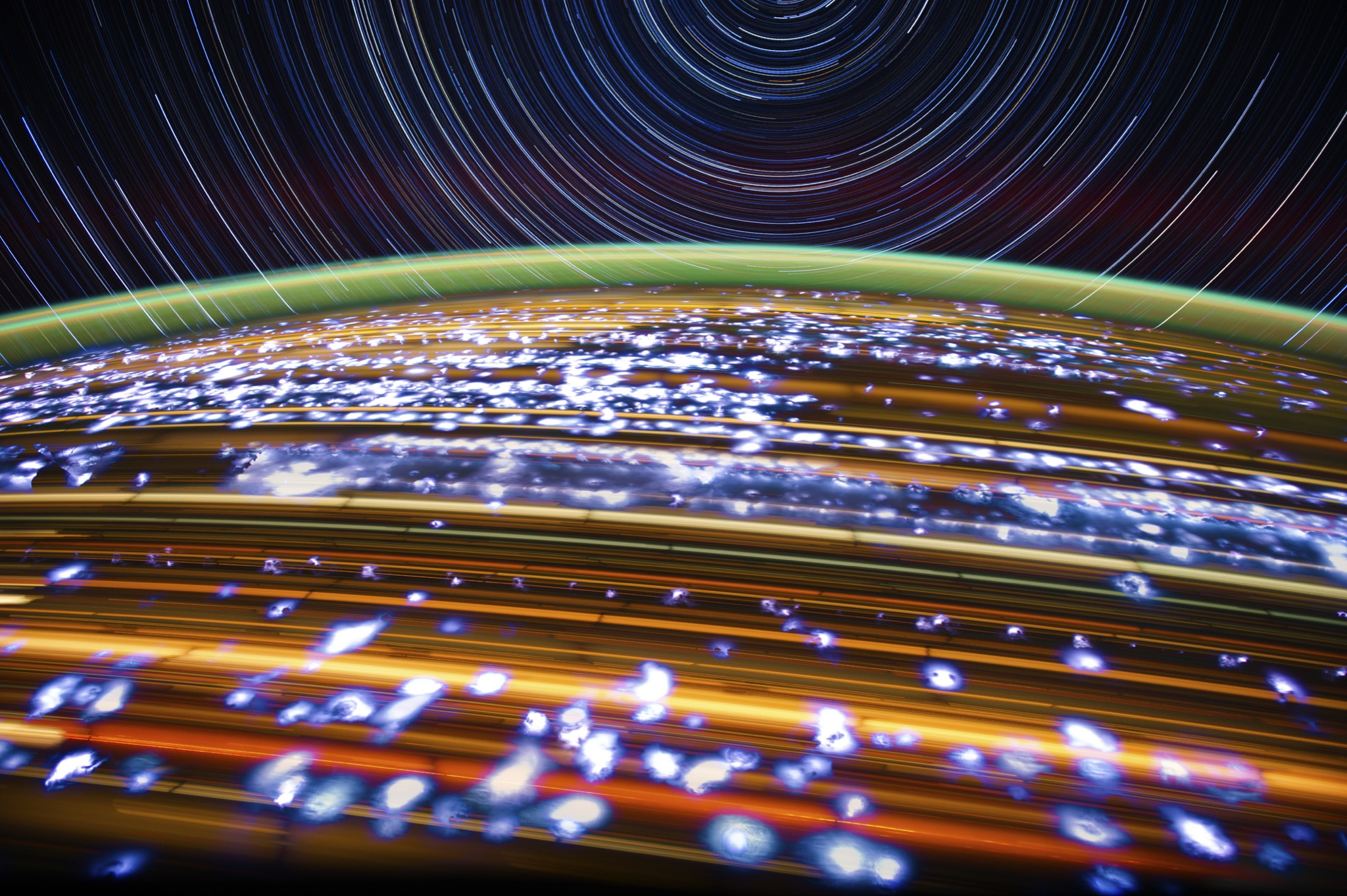
Una delle "scie stellari" di Pettit prodotte unendo circa 30 foto, 30 secondi l'una dall'altra. I cerchi bianchi/celesti sono la luce prodotta da un fulmine.

#### STS-113/Sojuz TMA-1 (Expedition 6)
Il 24 novembre 2002 partì da Cape Canaveral a bordo dello Space Shuttle Discovery insieme ai membri Shuttle STS-113 e ai membri dell'Expedition 6. Pettit con il ruolo di Responsabile scientifico della NASA svolse innumerevoli esperimenti scientifici mentre contribuiva all'assemblaggio della ISS, svolgendo inoltre due attività extraveicolari (EVA). Inizialmente la missione sarebbe dovuta durare solo quattro mesi (fino a marzo 2003), momento in cui si sarebbero dati il cambio con l'Expedition 7 appena arrivati a bordo dell'STS-114. Purtroppo il disastro del Columbia cambiò i piani e l'Expedition 6 rimase sulla ISS fino a maggio 2003. Ritornarono sulla Terra con la Sojuz TMA-1, dandosi il cambio con un equipaggio ridotto della Expedition 7 di soli due membri che arrivò con la Sojuz TMA-2. Si prevedeva che la flotta Space Shuttle sarebbe rimasta a terra per un massimo di due anni, ma che poi divennero tre. Il supporto logistico continuo per la ISS venne fornito dalle missioni russe Sojuz e Progress fino al ritorno al volo dello Space Shuttle, nel giugno 2005. La nuova versione della capsula Sojuz, la Sojuz TMA-1, venne utilizzata dall'equipaggio dell'Expedition 6 per far ritorno sulla Terra nel maggio 2003. Durante il rientro però un malfunzionamento portò il veicolo a seguire un rientro balistico, con una decelerazione più importante (8 g) del rientro nominale (4 g) e un atterraggio distante 475 km dal punto di atterraggio pianificato, a nord del lago d'Aral. Ci vollero quattro ore prima che le squadre di soccorso arrivassero al luogo dell'atterraggio e recuperassero i membri dell'equipaggio.

#### STS-126
Tornò nello spazio il 14 novembre 2008 a bordo dello Space Shuttle Endeavour per la missione STS-126. Lo scopo della missione era consegnare due alloggi per l'equipaggio, una toilet (Waste and Hygiene Compartment), il congelatore per gli esperimenti GLACIER e un nuovo dispositivo per gli esercizi ginnici (ARED) alla Stazione spaziale internazionale. Durante la missione Pettit assunse il ruolo di primo Specialista di missione (MS-1) e operatore del braccio robotico (Canadarm) durante le attività extraveicolari e spostamenti del Multi-Purpose Logistics Module Leonardo. Dopo 15 giorni di missione, fece ritorno sulla Terra atterrando al secondo sito di atterraggio, l'Edwards Air Force Base, con due orbite di ritardo per le cattive condizioni meteorologiche del primo sito, Cape Canaveral.

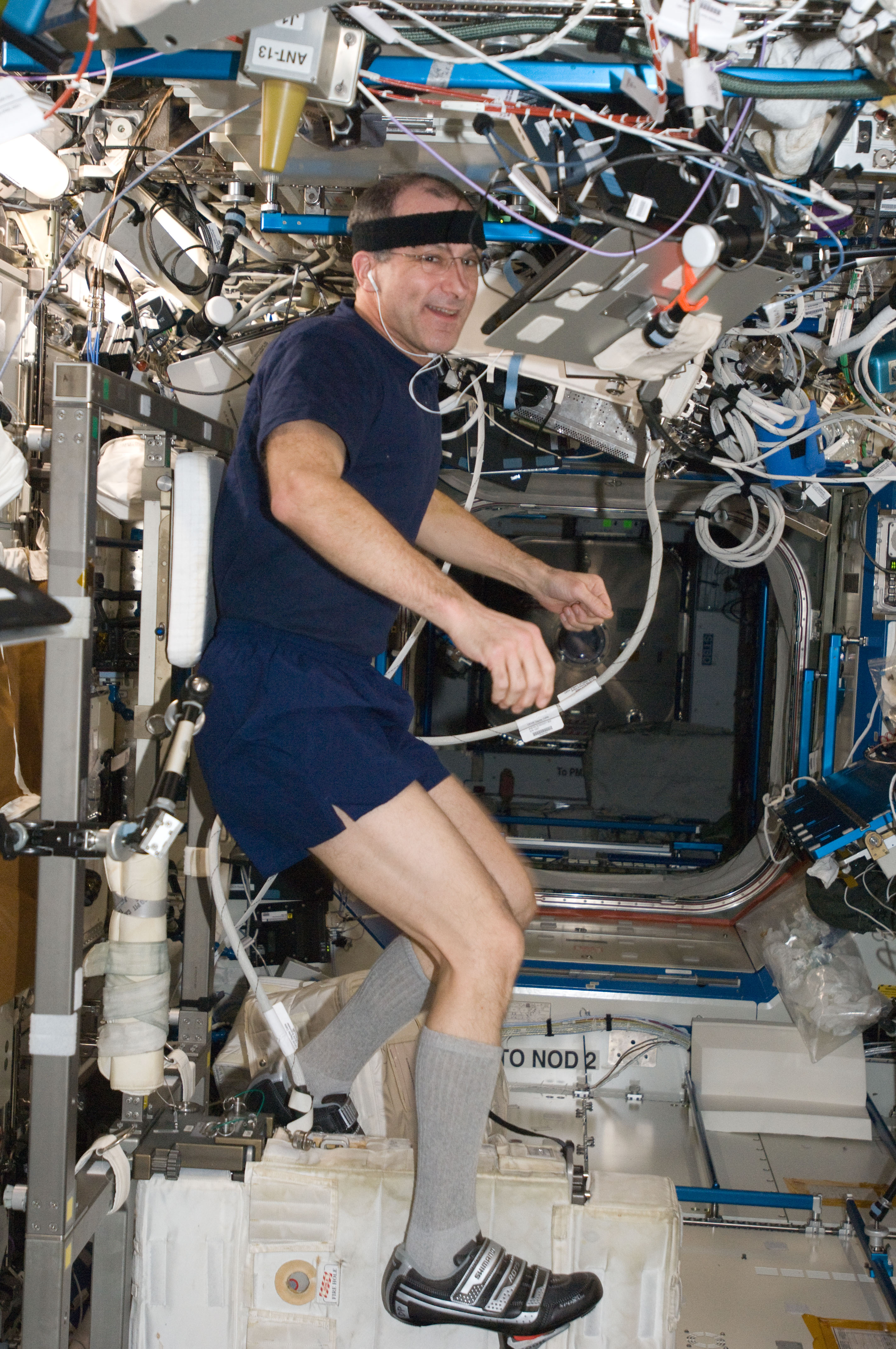
Pettit si allena con la cyclette CEVIS nel laboratorio Destiny nel 2012

#### Sojuz TMA-03M (Expedition 30/31)
Partì per la sua terza missione spaziale, l'Expedition 30/31 il 21 dicembre 2011 dal Cosmodromo di Bajkonur in Kazakistan con la Sojuz TMA-03M. Dopo due giorni di viaggio, la Sojuz e il suo equipaggio eseguì un docking automatico al Segmento russo della ISS, iniziando i sei mesi di permanenza in orbita. Il 24 marzo 2012 i membri dell'Expedition 30 dovettero rifugiarsi nelle rispettive Sojuz attendendo il passaggio ravvicinato (23 km) di un detrito spaziale. Quella fu la terza volte che gli equipaggi della ISS dovettero rifugiarsi nelle Sojuz sperando di non essere colpiti in tutta la vita della ISS fino a quel momento (10 anni). Il 22 maggio 2012 avvenne il lancio della navicella Dragon per la missione di collaudo SpaceX COTS Demo Flight 2 a bordo del Falcon 9 del Commercial Orbital Transportation Services (COTS). Questa versione della Dragon non era dotata di un sistema di docking automatico come avviene con la Dragon 2 quindi era compito degli astronauti a bordo della ISS manovrare il Canadarm2 e catturare il veicolo spaziale. La prima cattura di un veicolo spaziale del programma COTS avvenne il 25 maggio 2012 quando la Dragon venne catturata da Pettit e venne eseguito un berthing al modulo Harmony della ISS. Dragon rimase agganciata alla ISS per sei giorni durante i quali gli astronauti scaricarono il carico a bordo e riempirono il veicolo di 665 kg di attrezzature e esperimenti da riportare a Terra. Il 31 maggio 2012 la Dragon venne sganciata dalla ISS e fece ritorno sulla Terra ammarando nell'Oceano Pacifico al largo della costa della California. Dopo 193 giorni di missione, il 1º luglio 2007, Pettit a bordo della Sojuz TMA-03M atterrò nelle steppe del Kazakistan concludendo la missione.

#### Sojuz MS-26 (Expedition 72)
L'11 settembre 2024 partì per la missione spaziale di lunga durata Sojuz MS-26 (Expedition 72) per la Stazione spaziale internazionale.

## Curiosità
Nel 2012 è divenuto famoso sul web per aver girato uno spot per l'uscita della versione NASA di Angry Birds, a bordo della Stazione spaziale internazionale.